# بوبي تايت
بوبي تايت (بالإنجليزية: B-Tight)‏ (و. 1979 – م) هو رابر، ومغني من الولايات المتحدة الأمريكية. ولد في بالم سبرينغس.

## وصلات خارجية
- بوبي تايت على موقع IMDb (الإنجليزية)
- بوبي تايت على موقع ألو سيني (الفرنسية)
- بوبي تايت على موقع ميوزك برينز (الإنجليزية)
- بوبي تايت على موقع ميوزك برينز (الإنجليزية)
- بوبي تايت على موقع أول ميوزيك (الإنجليزية)
- بوبي تايت على موقع ديسكوغز (الإنجليزية)
- بوبي تايت على موقع قاعدة بيانات الفيلم (الإنجليزية)
- بوبي تايت على موقع كينوبويسك (الروسية)